# Делени (Хочени)
Делени (рум. Deleni) насеље је у Румунији у округу Васлуј у општини Хочени. Oпштина се налази на надморској висини од 198 m.

## Становништво
Према подацима из 2011. године у насељу је живело 560 становника.